# José Luis Galar
José Luis Galar Gimeno (Zaragoza, 1965) es un novelista español.

## Biografía
Doctor en Educación con la tesis El storytelling como técnica capaz de contribuir al aprendizaje a través del aumento del recuerdo inmediato y de la comprensión de las materias en alumnos universitarios. Durante 11 años ejerció de profesor titular de la Escuela Universitaria de Turismo de Zaragoza. En la actualidad trabaja como directivo de una empresa pública del sector turístico.
En 1998 publica su primera novela Muerte en un cabaret, al año siguiente ve la luz, La isla de los pelícanos, y en 2000 El agua que no moja las manos.
Cuatro años más tarde publica La red del pescador, y en 2008 sale La frontera dormida, que se ha convertido con el tiempo en un long seller muy celebrado y en una novela de referencia para todos aquellos que buscan una perspectiva diferente sobre algunos acontecimientos transcurridos durante la Segunda Guerra Mundial en la frontera entre España y Francia, concretamente en Canfranc. El tráfico de arte expoliado y las más modernas investigaciones de la Policía científica española dan cuerpo a esta novela.
En 2011 aparece Angelitos Negros con la Guerra del Golfo como telón de fondo, en donde se plantean cuestiones de gran profundidad desde el punto de vista de la ética política respecto a cuestiones fundamentales para la vida diaria como la energía, el envío de tropas a los conflictos internacionales, incluyendo contingentes de mercenarios, el uso de los servicios secretos del Estado, el expolio del subsuelo africano, etcétera. 
En el año 2013 publica su primer ensayo titulado Tras Albert Cossery (reeditado en 2021), basado en el desconocido escritor egipcio que se afincó en París y que vivió durante cincuenta y siete años en la misma habitación de hotel: la número 58 del Hotel La Louisiane. La particular idea de Albert Cossery sobre cómo hacer la revolución consistía en intentar conseguir que cada lector de un libro suyo no fuera a trabajar al día siguiente ingresando en la cofradía de la pereza reflexiva. Escribió en su larga vida de noventa y cuatro años solamente ocho libros, a una media de dos frases por semana. A este ensayo le siguió otro de temática turística ¿El turismo es un gran invento? Las claves del turismo del siglo XX publicado en Amazon. En este libro, Galar revisa los mimbres y soportes que deberán soportar el fenómeno turístico del futuro. En el 2018 edita La obsesión de Mauricio Sinclair, que en palabras del escritor Juan Bolea, "se trata de un ejercicio singular de exhibición literaria en el que el autor acredita su buen gusto a la hora de enhebrar tramas complejas".
Actualmente, junto a la producción literaria, experimenta con la imagen como guionista, director y productor de cortometrajes. En sus propias palabras:  "Un storyteller cuenta historias utilizando los soportes que encuentra a su alcance". Luz de otoño fue la primera experiencia como director de cortometrajes, basada en guion propio. Magia es su segunda obra, la cual ha obtenido una nominación a la mejor interpretación (Alfonso Desentre, es el actor) en los Premios Simón 2017 de la Academia del Cine Aragonés. Su tercer cortometraje, Vida, ha obtenido trece selecciones en festivales nacionales e internacionales y dos premios, Leonardo muere ha obtenido el primer premio al mejor cortometraje en el festival del Trieste (Italia), diez nominaciones a los Premios Simón 2020 obteniendo tres estatuillas, y el primer premio en la VIII Muestra Cinematográfica de Moyuela.

## Obras

### Novelas
- Muerte en un cabaret (1998)
- La isla de los pelícanos (1999, 2010)
- El agua que no moja las manos (2000)
- La red del pescador (2004)
- La frontera dormida (2008)
- Angelitos Negros (2011)
- La obsesión de Mauricio Sinclair (2018)

### Relatos
- El último ladrón (2000), publicado en la compilación La habitación blanca

### Ensayos
- Tras Albert Cossery (2013, 2021)
- ¿El turismo es un gran invento? Las claves del turismo del siglo XXI (2015)

### Poesía
- Parnaso 2.0.(2016) Antología recopilada por la Dirección General de Cultura del Gobierno de Aragón de poetas aragoneses que han publicado en siglo XXI.

### Obra fílmica
- Luz de otoño (2015)[7] Cortometraje de 23 minutos de duración. Un hombre en la cincuentena de su vida siente nostalgia de un círculo no cerrada y visita a una psicóloga que se encargará de cerrar su círculo.

- Magia (2016) Cortometraje de 10 minutos. Narra la frustración de un gran mago cuya genialidad le acarrea la incomprensión del público y la envida de los demás magos.

- Vida (2018)[8] Cortometraje de 8 minutos. Una joven busca el sentido de la vida.

- Leonardo muere (2019)[9][10][11] Cortometraje de 10 minutos que recoge las últimas horas de vida de Leonardo Da Vinci.